# Sunrise Avenue
Sunrise Avenue (транскр.  Санрајз авенју) финска је рок група основана 2002. године у Хелсинкију. Издали су пет студијских албума, а најпознатији су по песмама Hollywood Hills и Fairytale Gone Bad.